# Postes, télégraphes et téléphones (France)
Pour les articles homonymes, voir Postes, télégraphes et téléphones et PTT.
Les Postes, télégraphes et téléphones ou PTT, initialement appelés Postes et télégraphes (P&T), puis Postes, télégraphes et téléphones (PTT) et enfin Postes et télécommunications à partir de 1959 (le sigle PTT est néanmoins conservé), est l'administration publique française responsable des postes et des télégraphes, puis des téléphones, aux XIXe et XXe siècles. C'est une administration d'État relevant du ministère des PTT. Mais selon les gouvernements successifs des différentes Républiques, ce ministère a la charge d'autres activités comme l'industrie, l'espace ou la télédiffusion.
Cette institution fonctionne avec des fonctionnaires de l'État, des véhicules et des bâtiments du parc immobilier du domaine de l'État. Elle est transformée au fur et à mesure des réformes de l'État en deux sociétés de service public : France Télécom, en 1988, et La Poste, en 1991, ainsi que des organismes de régulation – direction des réglementations générales (DRG), devenues autorité de régulation des télécommunications (ART), devenue Autorité de régulation des communications électroniques et des postes (ARCEP).
Après l'éclatement des PTT en deux entreprises publiques, l'État cède les véhicules et le parc immobilier à ces deux identités commerciales, La Poste et France Télécom. Les fonctionnaires sont affectés au sein de ces entreprises sans perdre leur statut de « fonctionnaire de l'État ». En revanche, La Poste et France Télécom se doivent de prendre en charge les traitements. Après un dernier concours externe fonctionnaire en 2001, le personnel recruté est embauché sous statut de droit privé. C'est-à-dire qu'il n'a pas le statut de fonctionnaire.
La dénomination « Postes, télécommunications et télédiffusion » est  officiellement celle du ministère des PTT, ministère de tutelle, dans les années 1980. Elle est surtout utilisée dans les campagnes françaises, sur les textes non officiels, dans les journaux de communication internes et lors de tournages de films. La télédiffusion (qui regroupe les services de chaînes de télévisions et les organes de la radio) a toujours été indépendante.

## Le ministère des PTT
Le ministère des Postes et des Télégraphes, créé en 1879, sous la troisième République, est issu de la fusion de deux administrations : d'une part, la Direction de l'exploitation postale, rattachée jusqu'alors au ministère des Finances ; d'autre part, la Direction des lignes télégraphiques, qui avait longtemps relevé du ministère de l'Intérieur.
À ces deux administrations réunies en un ministère unique en 1879, vient s'ajouter en 1889, celle du téléphone, dont le monopole, concédé dix ans plus tôt à la Société générale des téléphones, est repris par l'État. Entre 1887 et 1930, les trois secteurs (Postes, Télégraphe, Téléphone) sont successivement placés sous l'autorité de directeurs généraux ou de secrétaires d'État rattachés d'abord au ministère des Finances puis à celui du Commerce et de l'Industrie ou encore des Travaux publics.
Doté d'un budget annexe en 1923, cette administration constitue à nouveau un département ministériel autonome à partir de 1930, sous l'appellation de ministère des Postes, Télégraphes et Téléphones. Ce dernier prendra le nom de ministère des Postes et Télécommunications en 1959, lors de la réunion de l'exploitation télégraphique et de l'exploitation téléphonique en une seule entité, la direction des télécommunications.
Entre 1981 et 1997, l'appellation du ministère reflète ses changements de mission : le ministère se verra attribuer tour à tour la télédiffusion, l'espace, les technologies de l'information, dépendant tantôt du ministère de l'Industrie, tantôt de celui de l'Économie et des Finances. C'est une période de grande transformation avec la naissance en 1988 de France Télécom puis en 1991 de l'entreprise La Poste.
Il est intéressant de noter que les postes téléphoniques fournis aux particuliers avaient un label apposé « Propriété de l’État ». Contrairement à aujourd'hui, il n'existait qu'une seule offre : contrats abonnements uniques, il n'y avait clairement pas une diversité de l'offre.
À partir de 1998, ses attributions sont réorganisées à l'intérieur d'un secrétariat d'État à l'industrie au sein du ministère de l'Industrie.

### Le bâtiment du ministère des PTT

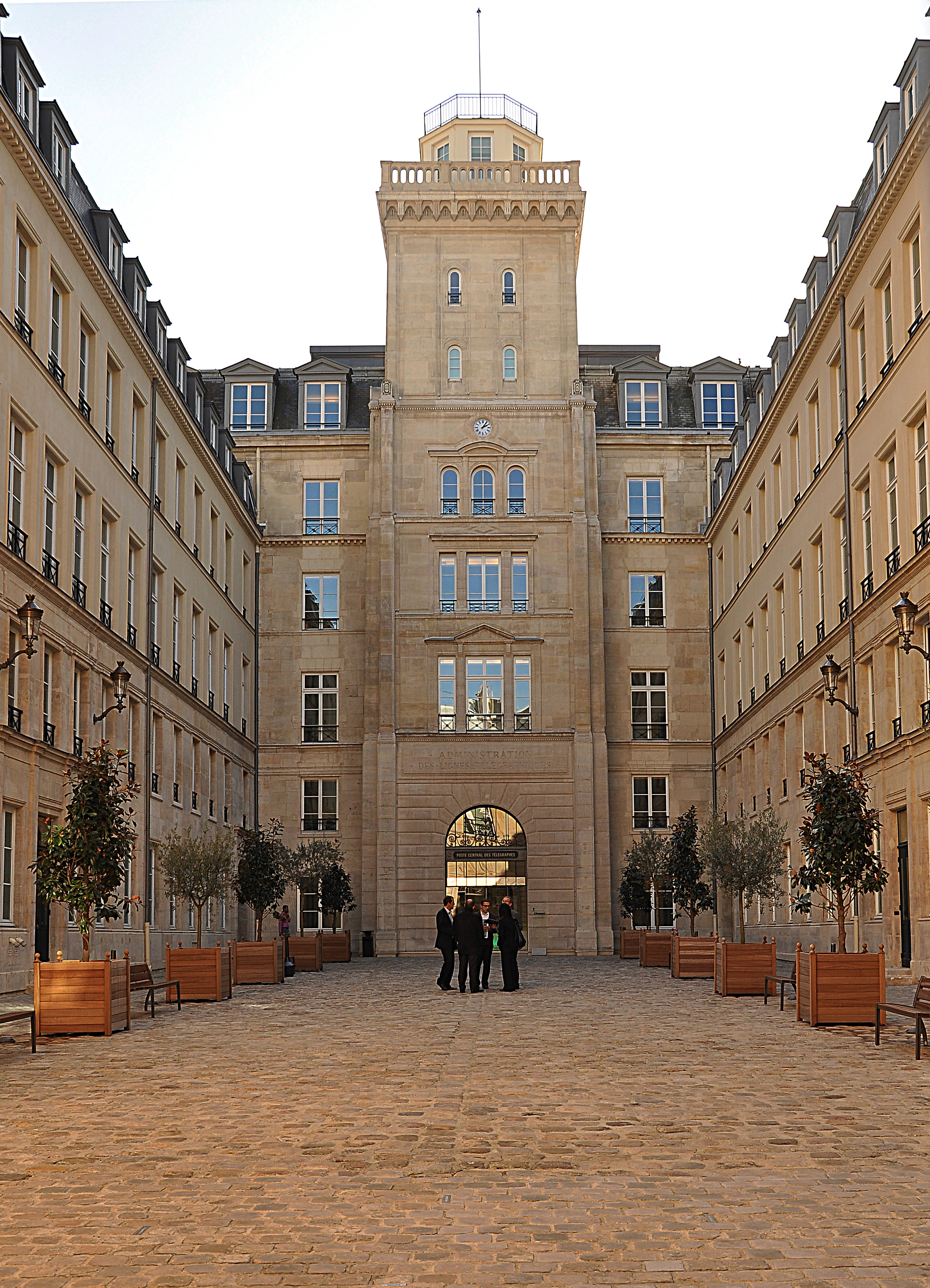
Le 103, rue de Grenelle à Paris.

À sa création, le ministère des PTT s'installa au 103, rue de Grenelle dans le 7e arrondissement de Paris. En 1939, l'administration centrale du ministère déménage dans le quartier de l’École militaire pour faire corps avec le nouveau ministère de la Marine marchande. Le nouveau bâtiment, avenue de Ségur, moderne et fonctionnel, est conçu par Jacques Debat-Ponsan (1882-1942), architecte en chef des PTT. Le nouvel édifice aux lignes modernes s'étend sur trois cents mètres de façade dans un style néo-classique. Le ministère des PTT est demeuré dans ce bâtiment jusqu'à sa disparition consécutive à la création des opérateurs de droit public, La Poste et France Télécom. Des services de l'Industrie puis l'administration centrale de l’Écologie ont par la suite occupé cet immeuble qui fait depuis 2016 partie de l'ensemble Ségur-Fontenoy.

## Chronologie

### XVesiècle
- 1464 : alors que se sont développées de petits réseaux postaux privés (messageries universitaires, communales, réseaux postaux des communautés religieuses, des banquiers et marchands), Louis XI met en place la première poste d'État qui transporte uniquement des messages royaux par des chevaucheurs[4]. Il divise le corps des chevaucheurs des écuries du roi en deux groupes, les « courriers du cabinet » ou « chevaucheurs chevauchant » chargés de transporter le courrier royal, et les « postes assises » chargées de fournir les chevaux. Ces premiers relais de poste à chevaux créés sur le modèle italien sont tenus par un maître de poste par l'édit de Doullens du 19 juin 1464 (l'authenticité de ce document est cependant parfois remise en cause car le texte original n'a jamais été retrouvé et que sa copie de 1660 renferme plusieurs anachronismes[5],[6]). Si la date de 1464 est sujette à caution, l'apparition de la poste est un processus complexe qui peut être daté entre 1475 et 1480[7].

- 1479 : en octobre, Louis XI institue la charge de « contrôleur général des chevaucheurs » affectée à la surveillance des routes postales. Le premier système régulier de relais sur les grandes routes de France est désormais en place, la messagerie royale met à disposition des postillons et chevaux « postés », c'est-à-dire des montures fraîches dans chaque maison de poste, permettant à une lettre de parcourir 400 km en 24 heures[8] alors que les relais sont théoriquement distants de 4 ou 7 lieues, d'où les fameuses bottes de sept lieues[9].

### XVIesiècle
- 1576 : création par Henri III d’offices de messagers royaux qui sont spécialisés dans le transport des prisonniers, des sacs de procédure, des fonds mais sont aussi autorisés à transporter les lettres des particuliers, les marchandises dont le poids est inférieur à 50 livres et les voyageurs. Ils concurrencent les messageries de l’Université qui dominent le commerce épistolaire depuis le XIIIe siècle et les messageries royales[10].

### XVIIesiècle
- 1672 : deux beaux-frères, Léon Pajot et Louis Rouillé, installent la « Poste aux Lettres » dans l'hôtel de Villeroy au 9, rue des Déchargeurs / 34, rue des Bourdonnais, quartier des Halles à Paris[11]. Ils payent une redevance au roi Louis XIV pour pouvoir exploiter ce service. Les messageries de l'Université et les messageries royales voient leurs droits réduits au profit de cette organisation centralisée et concentrée qu'est la Ferme générale des postes[12].
- 1689 : agrandissement et construction au 9, rue des Déchargeurs du « Bureau général de la Poste ». Un cabinet noir permet aux services du roi Louis XIV d'espionner des lettres qui semblent intéressantes. Le bâtiment, classé monument historique[13], existe toujours et abrite aujourd'hui des logements et la Crémerie de Paris[14],[15].

### XVIIIesiècle
- 21 mai 1738 : les familles Pajot et Rouillé qui régnaient sur la Ferme générale des postes depuis 1672 sont remplacées par les familles Grimod et Thiroux qui vont être à la tête des Postes jusqu'à la Révolution[16].
- 1792 : le premier réseau de communication voit le jour grâce au télégraphe Chappe.
- 23 et 24 juillet 1793 : fondation de la Régie nationale des postes et messageries et nomination de 9 administrateurs.
- 16 décembre 1799 : création de la direction générale des Postes.

### XIXesiècle
- 1801 : arrêté du 27 prairial an IX, qui réaffirme le monopole postal.
- 1817 : création du mandat.
- 1829 : loi Sapey des 3 et 10 juin, instauration du service rural postal.
- 1832 : naissance du télégraphe électrique.
- 1845 : création du premier service postal « ambulant ».
- 1849 : le premier timbre-poste français est émis.
- 1850 : extension du monopole, existant pour la télégraphie optique, à la télégraphie électrique.
- 1853 : le télégraphe forme une direction du ministère de l'Intérieur.
- 1855 : les facteurs sont autorisés à distribuer le calendrier des postes.
- 1864 : 1re étude visant la fusion des services des postes et du télégraphe.
- 1865 : la convention télégraphique internationale de Paris voit la création de l'Union télégraphique internationale (UTI) — qui deviendra par la suite l'Union internationale des télécommunications (UIT) — après de nombreuses conventions européennes.
- 1868 : la France participe à la création du Bureau télégraphique international, constitué à la suite de la convention de Vienne.
- octobre 1870 : décret régissant les postes et télégraphes sous une administration unique[17].
  - nomination du premier directeur des Postes et Télégraphes à Tours et à Bordeaux.
- 1872 : présentation d'un projet de loi visant à unifier les services postaux et télégraphiques.
- 1874 : adhésion de la France à l'Union générale des Postes, qui se transforme en 1878 pour devenir l'UPU, Union postale universelle.
- 1878 : création de l'École supérieure de télégraphie, qui devient en 1888 l'École supérieure des Postes télégraphie (cf. l'article Télécom Paris).
- 1878 : à l'occasion de l'Exposition universelle de 1878, Paris se dote de son premier réseau téléphonique.
- 1879 : création du 1er ministère des Postes et Télégraphes.
- 1881 : création du sigle P&T.
- 1883 : création de la CNE, Caisse nationale d'épargne.
- 1896 : création d'un sous-secrétariat d'État aux Postes et Télégraphes, dépendant du ministère du Commerce, de l'Industrie, et des Postes et télégraphes.
- 1899 : création du Syndicat national des ouvriers des P&T.
- 1900 : création de l'Association générale des agents des PTT.

### XXesiècle

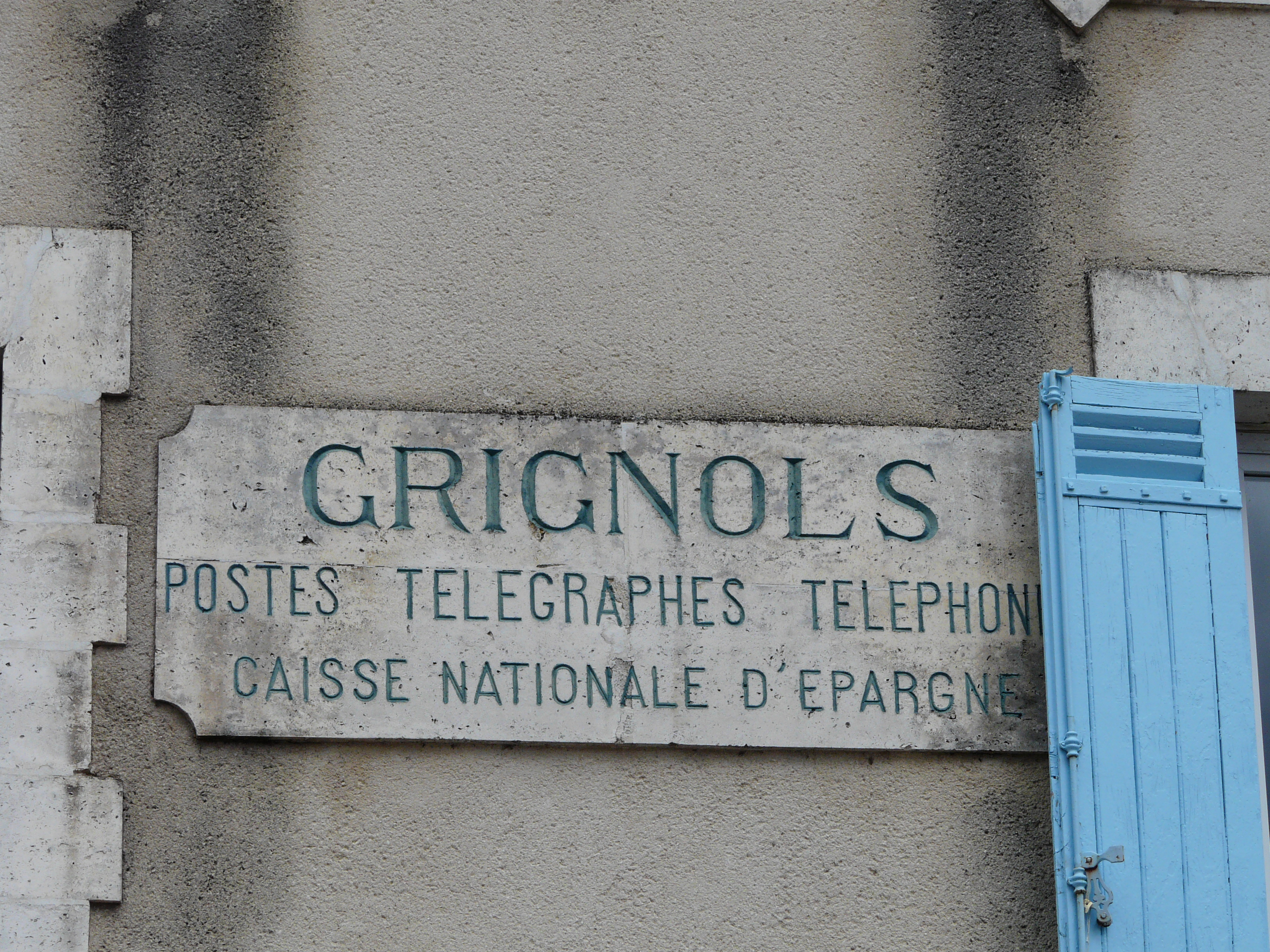
Agence des Postes, télégraphes et téléphones, à Grignols (Dordogne).

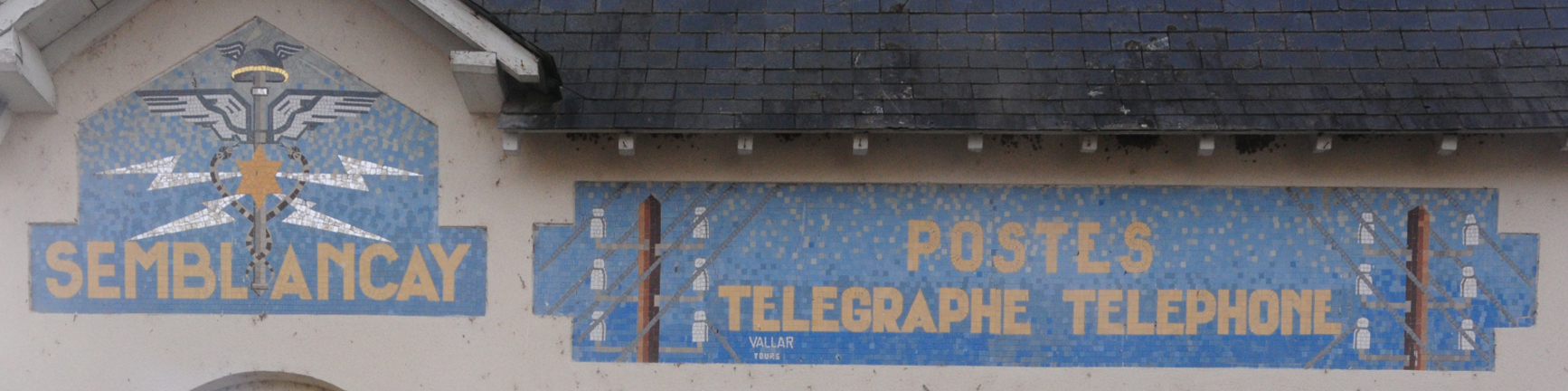
Mosaïque du bureau des Postes, Télégraphe et Téléphone, par Sante Vallar (1893-1951), à Semblançay.

- 1904 : la première station côtière (FFU) ouvre et effectue des liaisons radiotélégraphique avec les navires à la mer[18].
- 1906 : le sous-secrétaire d'État des Postes, Télégraphes, Téléphones est rattaché au ministère des Travaux publics. grève de facteurs des Postes, à Paris.
- 1909 : deux grèves affectent les PTT, en mars puis en mai. Parmi les revendications des grévistes : le renvoi du sous-secrétaire d'État aux PTT. Naissance d'une « Fédération des PTT », et affirmation du syndicalisme aux PTT.
- 1912 : premier transport officiel de courrier par avion entre Nancy et Lunéville.
- 1914 : réforme de la Poste aux Armées par Augustin Alphonse Marty.
- 1918 : ouverture des premiers centres de chèques postaux, les CCP.
- 1921 : le secrétariat d'État prend le nom de Postes, Télégraphes et Téléphones (PTT).
- 1923 : création d'un Budget annexe des PTT et institution du Conseil supérieur des PTT.
- 1925 : une loi donne officiellement l'appellation de Postes, Télégraphes et Téléphones.
- 1929 : constitution du premier ministère des Postes, Télégraphes et Téléphones.
- 1941 : création de la Direction des Télécommunications (DT) par la loi de l'État français du 9 février 1941.
- 1940-1941 : les PTT connaissent plusieurs difficultés (destructions dues à la guerre, réquisitions allemandes, pays coupé en deux, employés prisonniers en Allemagne, communications multipliées du fait des réfugiés, etc.). Le ministre siège à Vichy alors que l'administration continue d'être concentrée à Paris ; la tutelle allemande des Postes, l'Armeefeldpostmeister, s'installe 51 rue d'Anjou. Par le biais du secrétaire d'État aux Communications Jean Berthelot, le régime de Vichy instrumentalise les PTT pour espionner les Français, identifier les dissidents et traquer les Juifs. À cette fin, il crée le Service des contrôles techniques (SCT), qui contrôle les correspondances et les communications téléphoniques. Cependant, les incidents se multiplient entre employés des PTT et de la SCT, au point que la résistance passive devint courante, en particulier à partir de 1942, alors qu'une minorité d'employés des PTT se lance dans la résistance active, comme l'ingénieur Robert Keller, qui le paie de sa vie[19].
- 1943 : décret organisant les services régionaux des Postes, Télégraphes et Téléphones.
- 1945 : fondation réelle du Centre national d'études des télécommunications (CNET), créé l'année précédente. Création de la Mutuelle générale des PTT.
- 1946 : création de la Direction générale des Télécommunications (DGT) et de la Direction générale de la Poste (DGP) par décret 46-1016 du 10 mai 1946 du Gouvernement provisoire de la République française.
- 1946 : au milieu de l'été, une grève affecte plusieurs services des PTT. Un « Comité de grève » est mis en place, en dehors de la fédération postale de la CGT, première amorce vers la création de FO.
- 1952 : début de la motorisation des tournées rurales des facteurs, par l'utilisation d'automobiles.
- 1959 : premier ministère des Postes et Télécommunications (l'appellation PTT est conservée[20]).
- 1960 : l'oiseau postal devient le logotype de La Poste.
- 1962 : les boîtes aux lettres postales changent de couleur. Le jaune remplace le bleu.
- 1964 : début de la codification des adresses, par l'introduction du numéro du département de destination.
- 1970 : ouverture de l'imprimerie des timbres-poste (ITP, devenue Phil@poste Boulazac en 2006) dans la zone industrielle de Boulazac proche de Périgueux[21].
- 1972 : code postal à cinq chiffres.
- 1974 : octobre-novembre, grève aux PTT la plus importante du siècle.
- 1980 : séparation budgétaire des Postes et Télécommunications. Apparition du Minitel.
- 1981 : le ministère prend le nom de Postes, Télécommunications et Télédiffusion.
- 1984 : fin du service pneumatique à Paris.
- 1986 : appellation ministère de l'industrie, des P&T, et du tourisme.

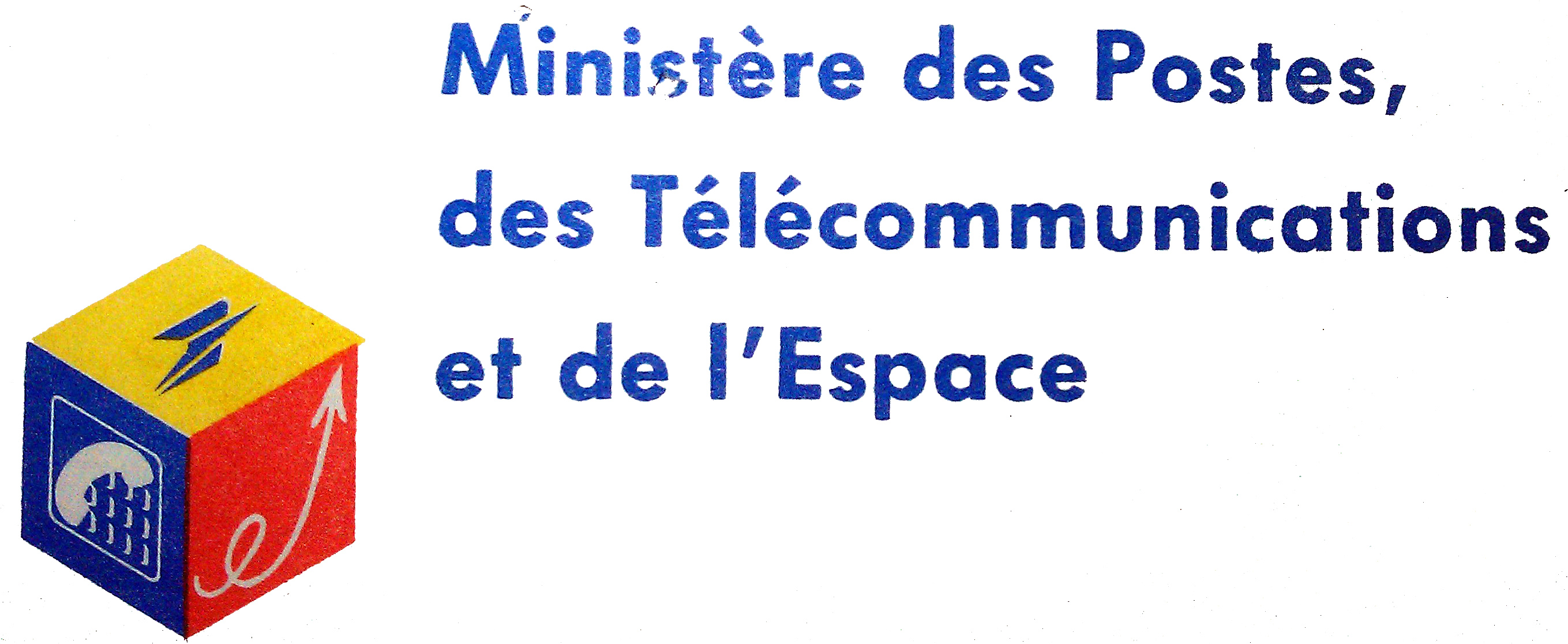
Logo du ministère utilisé de 1988 à 1991.

- 1988 : appellation ministère des Postes et Télécommunications et de l'Espace. La Direction générale des Télécommunications devient France Télécom.
- 1990 : France Télécom devient un exploitant de droit public.
- 1991 : ministère des Postes et Télécommunications ; La Poste devient une entreprise publique autonome.
- 1993 : ministère de l'Industrie, des Postes et Télécommunications et du Commerce extérieur.
- 1995 : ministère des Technologies de l'information et de la Poste.
- 1995 : ministère délégué à la Poste, aux Télécommunications et à l'Espace.

Les archives du ministère des PTT sont conservées aux Archives nationales sous la cote F/90.
Les projets français de construction d'une fusée postale menés sous la tutelle du ministère des PTT sont conservés aux Archives nationales sous la cote 19780259/211.

## Effectifs
L'administration des PTT voit ses effectifs augmenter considérablement durant la IIIe République, passant de 34 000 fonctionnaires en 1873 à 199 000 en 1941,. 
En 1989, les PTT emploient 470 576 salariés, dont 33 628 contractuels et auxiliaires (6,5 %, pour les remplacements d'été et les mi-temps).
- La Poste emploie 302 568 personnes, dont 273 369 fonctionnaires (90 %)
- Les Télécom : 159 016 télécommunicants dont 154 553 fonctionnaires (94 %)
- services communs : 9 026 fonctionnaires.

### Galerie

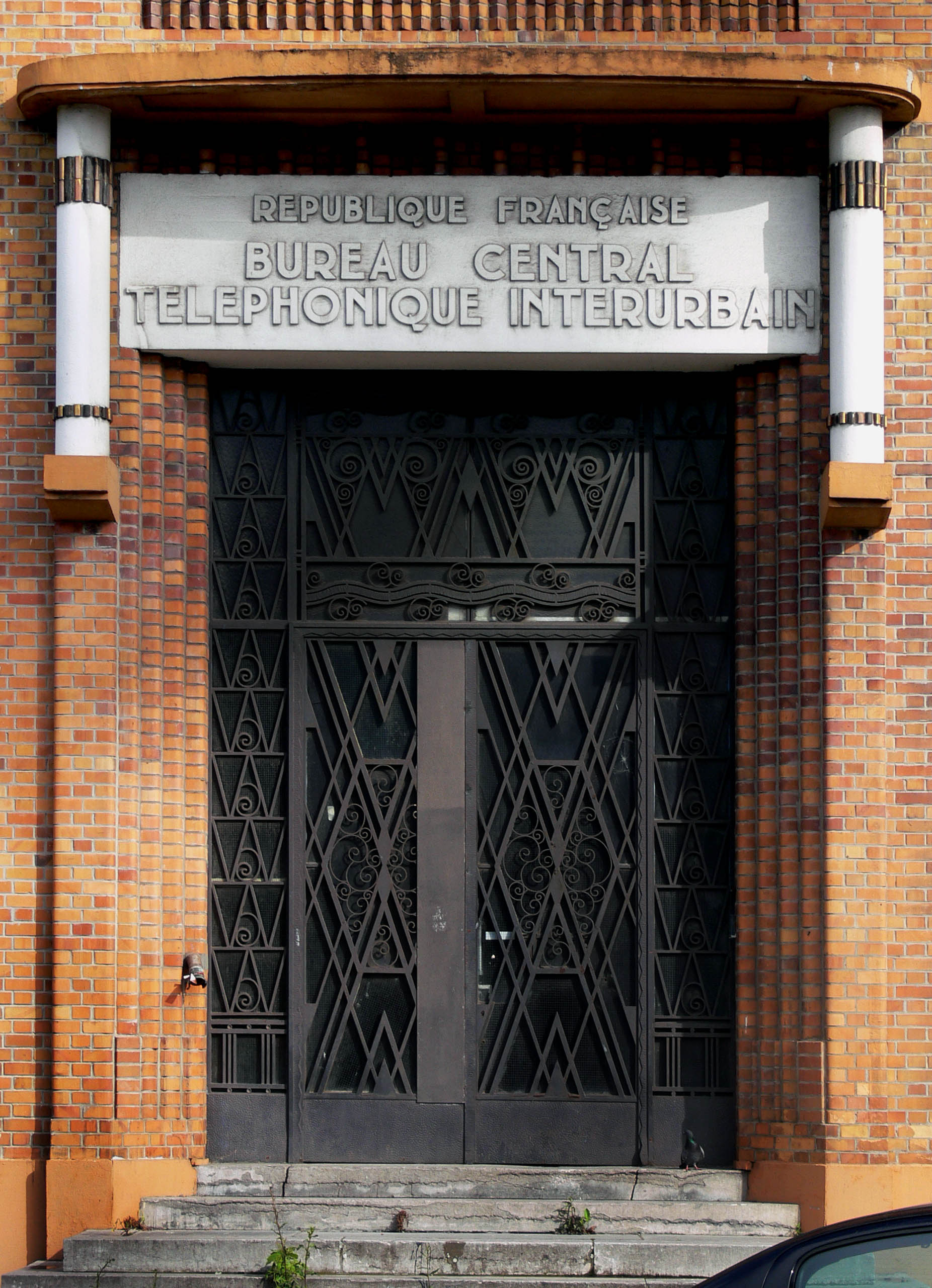
Entrée de l'ancien bureau central téléphonique interurbain de Lille.
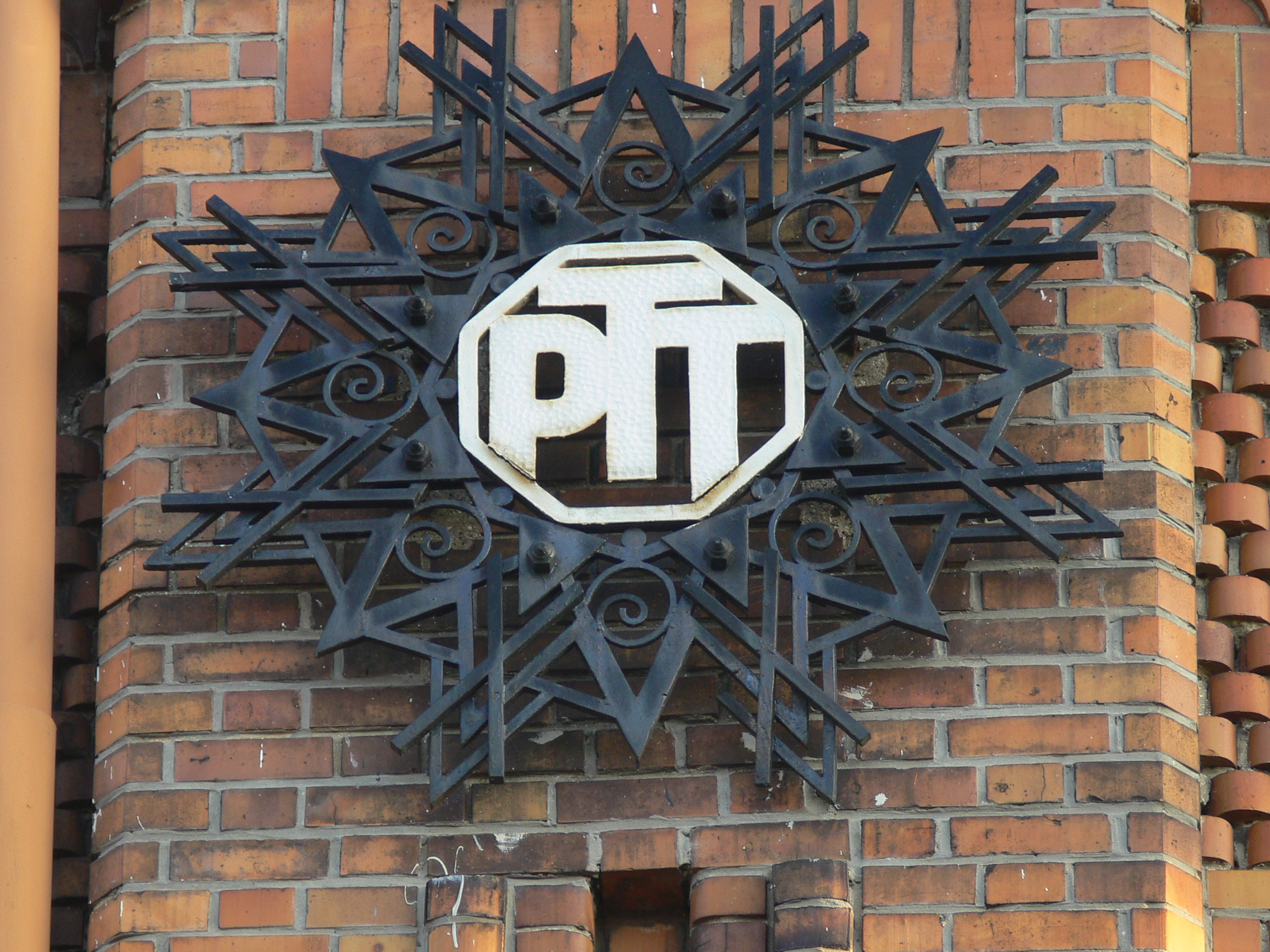
Fer forgé décoratif, peint, monogramme des PTT, sur un ancien bâtiment administratif des postes à Lille, situé près de l'arrière de l'ancienne Gare Lille-St-Sauveur/Sernam.
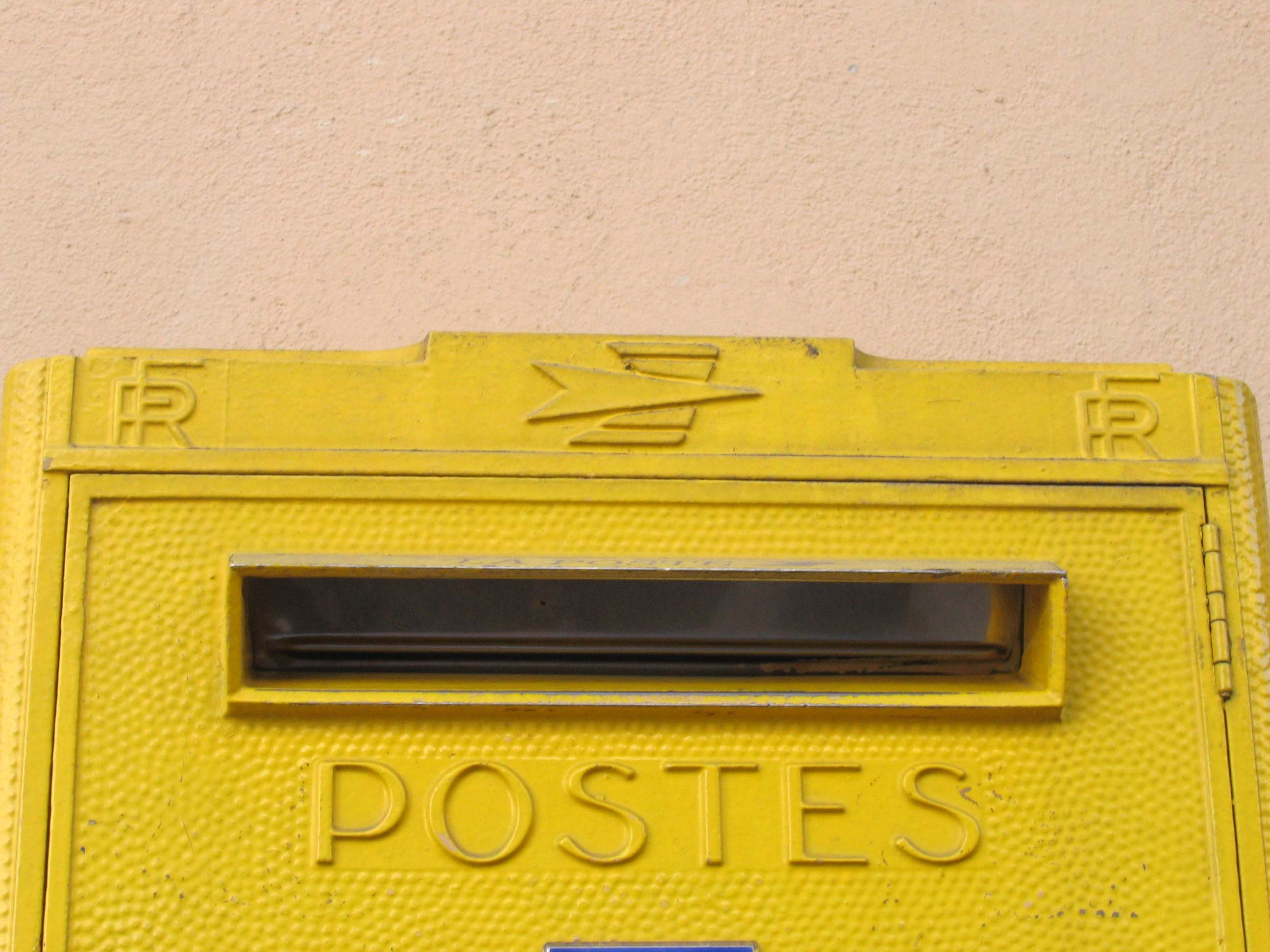
Aspect des boîtes aux lettres à partir de 1962.
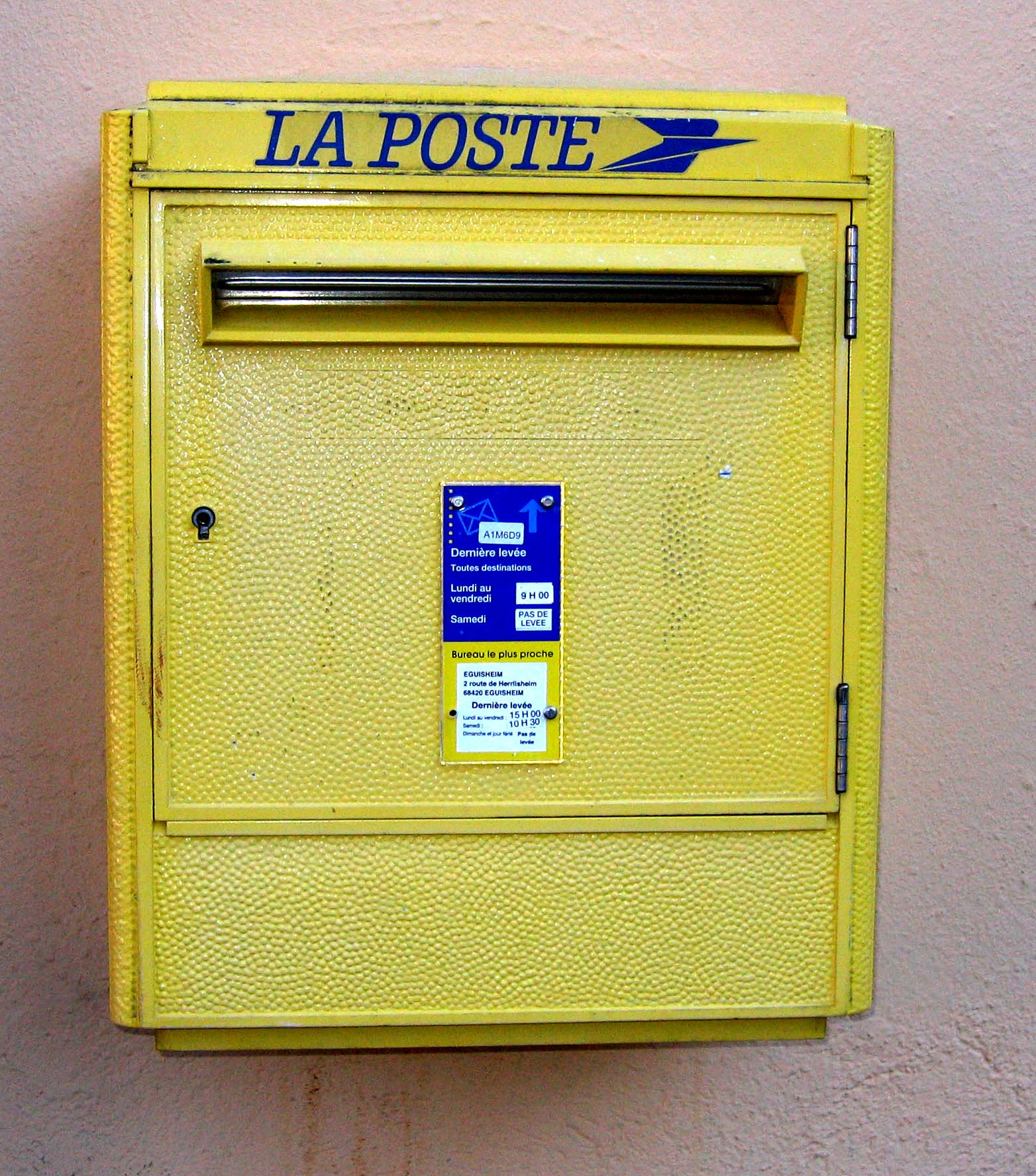
Aspect des boîtes aux lettres à partir de 1984.
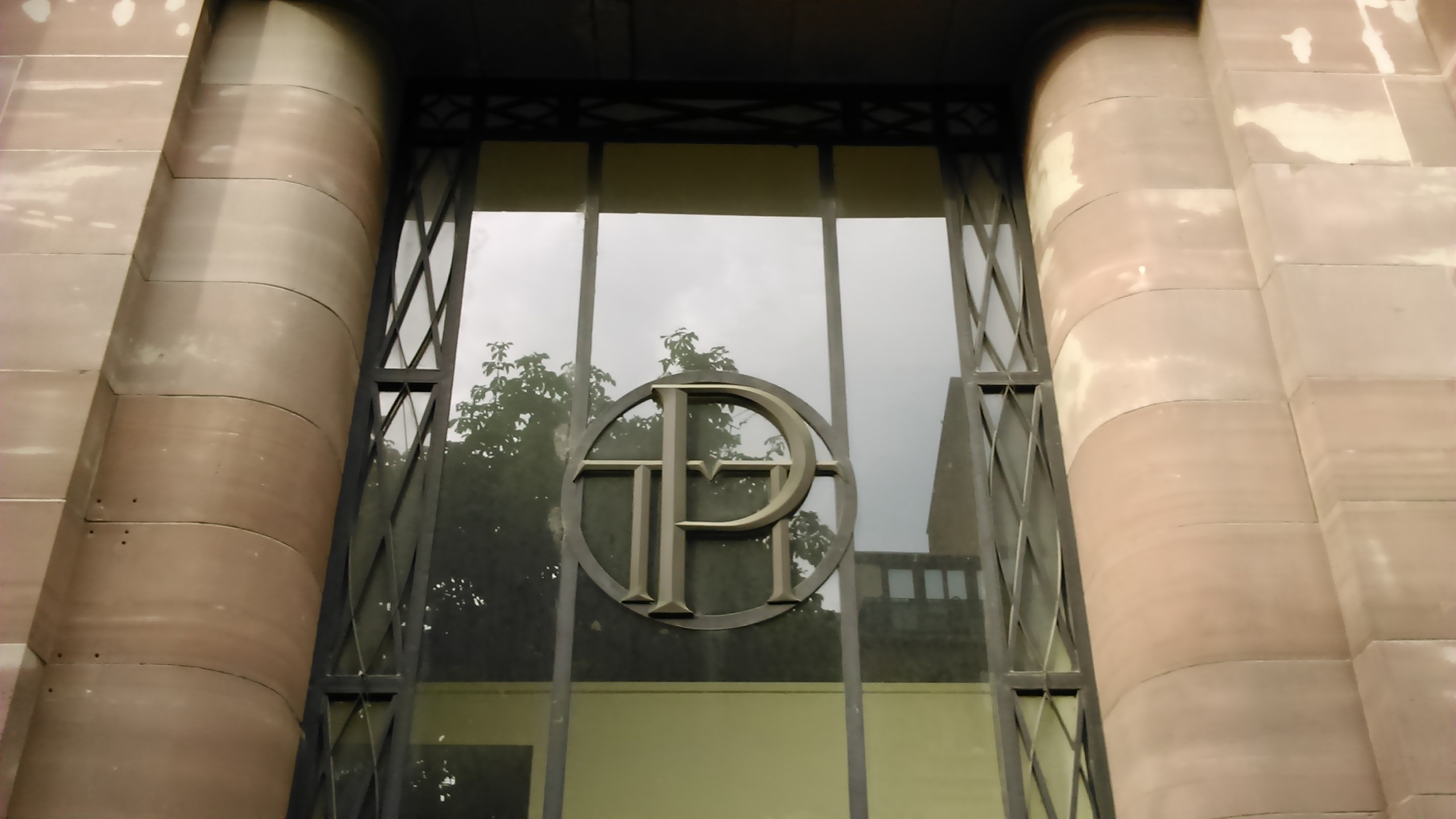
Logo des PTT sur l'Hôtel des Postes de Strasbourg.
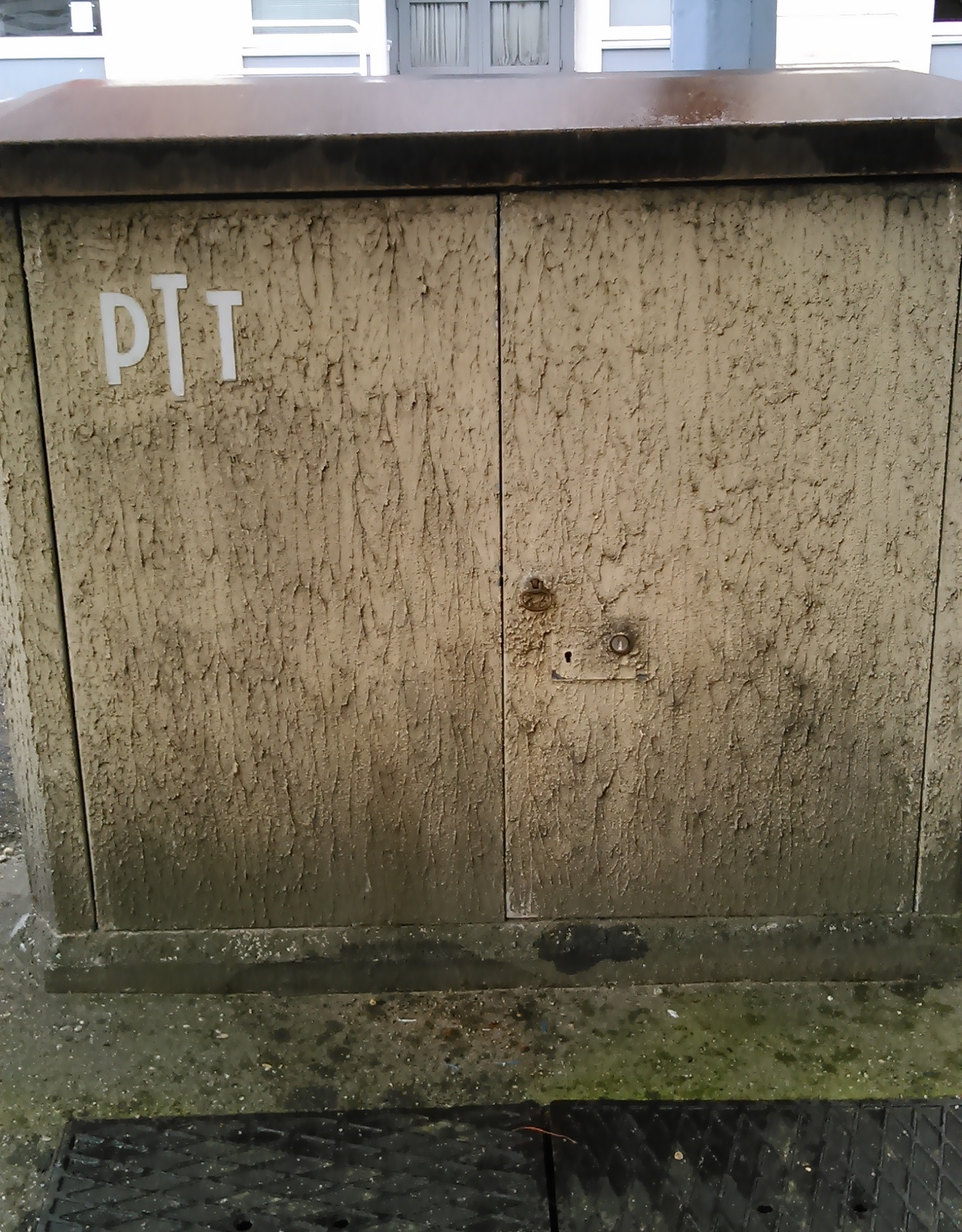
Armoire technique téléphonique (sous-répartition) avec le logo des PTT à Strasbourg.

### Identité visuelle (logo)

Monogramme des PTT en 1900.
1re identité à apparaître sur les véhicules en 1930.
Logo des PTT généralisé en 1934.
Logo des PTT généralisé en 1955.

Voir aussi : oiseau postal, le logotype utilisé par la Poste depuis 1960.

## Arts et littérature
L'histoire des PTT et de leur grand fournisseur historique, la CGE, sont au centre de Comédies françaises, un roman d’Éric Reinhardt publié en 2020. Le roman est consacré au lobbying, et décrit comment Ambroise Roux patron de la CGE a obtenu du président Valéry Giscard d'Estaing en 1974-1975, au début des surfacturations aux PTT, l'abandon du Plan Calcul, d'Unidata, de la Délégation générale à l'informatique, et du Réseau Cyclades.